# Галац
Галац (на румънски: Galaţi) е град в югоизточна Румъния, административен център на окръг Галац в историческата област Молдова. Населението му е 249 432 души (2011), което го прави осми по големина в Румъния. 

## География
Разположен е в началото на делтата на река Дунав, в близост до град Браила. В района на града в Дунав се вливат реките Прут и Сирет. Галац се намира близо до точката, в която се събират границите на Румъния, Молдова и Украйна.

## История
Районът на днешния град Галац е обитаван от хора поне от неолита, за което свидетелстват останки от керамика и инструменти, открити на различни места в района. През VI-V век пр.н.е. възниква дакийско селище, контролиращо брода през Дунав. През II век то е завладяно от римляните, които изграждат тук укрепление. След прекъсване по време на варварските нашествия, селището изглежда е непрекъснато обитавано от VII век насам.
Първото писмено споменаване на Галац е в документ, издаден от молдовския войвода Щефан II през 1445 година. След превземането на Килия от османците през 1484 година Галац остава единственото пристанище на Молдова и значението му бързо нараства. През следващите столетия градът е важен търговски център със значителна еврейска общност.
През 1710 година, по време на Прутската война, градът е разграбен от войски на Кримското ханство, а през 1789 година, през Руско-турската война, от войски на Руската империя, водени от генерал Михаил Каменски. Въпреки това градът запазва значението са на ключово за Молдова пристанище и основна транзитна точка за молдовския износ на зърно. Градът е седалище на Дунавската комисия след основаването ѝ през 1856 година и през почти целия XIX век. През следващите десетилетия в Галац са открити консулства на основните европейски сили, а в края на XIX век започва индустриализацията на града.
През 1907 година в селата около Галац избухва въстание, в чието потушаване участва и бъдещият генерал Йон Антонеску. По време на Балканската война в 1912 година 2 души от Галац се включват като доброволци в Македоно-одринското опълчение. През 1930 година населението на града достига 100 хиляди души.
Непосредствено след нападението на Германия срещу Съветския съюз на 22 юни 1941 г., градът е окупиран от Червената армия. През 60-те години край града е изграден голям металургичен комбинат, днес „АрселорМитал Галац“.

## Икономика
Важно дунавско пристанище, най-голямата корабостроителница в страната е в Галац, металургичен завод „Сидекс“.

## Инфраструктура
Университетът в Галац е основан през 1948 и е признат за такъв през 1974 година.

## Култура
- Катедрала „Свети Георги“ от XVII век
- Българска църква „Свети Пантелеймон" от XIX век

## Известни личности
Родени в Галац
- Александър Йон Куза (1820-1873), княз
- Думитру Дедиу (р. 1942), космонавт
- Фанита Инглиш (р. 1916), психоложка
- Христо Кабакчиев (1878-1940), български политик

Починали в Галац
- Васил Априлов (1789-1847), български просветен деец
- Йоан Личя (1883-1952), писател

Българи, свързани с Галац
- Стефан Богориди (1780-1859), политик, управител на града през 1812-1819 г.
- Никола Войновски (1849-1876), революционер, живее в града след 1862 г.
- Евлоги Георгиев (1819-1897), търговец, живее в града след 1837 г.
- Даскал Господин (1800-1860), просветен деец, живее в града преди 1840 г.
- Георги Дурмишков (1857-1930), революционер, живее в града преди 1877 г.
- Димитър Душанов (1837-1904), просветен деец, живее в града след 1856 г.
- Васил Попович (1833-1897), писател, живее в града около 1850 г.
- Иван Димитров Станчов (1897-1972), дипломат, генерален консул в града през 1942-1944 г.
- Драган Цанков (1828-1911), политик, учител в града през 1848-1850 г.
- Георги Янкулов (1844-1900), политик, лекар в града през 1876-1878 г.